# Caladenia subtilis
Caladenia subtilis är en orkidéart som beskrevs av David Lloyd Jones. Caladenia subtilis ingår i släktet Caladenia och familjen orkidéer.
Artens utbredningsområde är New South Wales. Inga underarter finns listade i Catalogue of Life.